# Mahdi Chahjouei
Mahdi Chahjouei (* 22. Juli 1989 in Maschhad) ist ein iranischer Fußballspieler.

## Karriere
Mahdi Chahjouei erlernte das Fußballspielen in der Jugendmannschaft von Payam Mashhad im Iran. Hier unterschrieb er 2008 auch seinen ersten Vertrag. Der Verein aus Maschhad, der Hauptstadt der iranischen Provinz Razavi-Chorasan, spielte in der höchsten Liga des Landes, der Persian Gulf Pro League. Mitte 2009 wechselte er zu Foolad Novin. Hier stand der bis Mitte 2010 unter Vertrag. Wo er von Juli 2010 bis Juni 2012 gespielt hat, ist unbekannt. Im Juli 2012 wurde er von Shahrdari Bandar Abbas aus Bandar Abbas verpflichtet. Mit dem Verein spielte er in der zweiten iranischen Liga, der Azadegan League. Über die iranischen Stationen Shahrdari Zanjan und Esteghlal Ahvaz wechselte er im Juli 2015 nach Tadschikistan. Hier unterschrieb er einen Vertrag beim FC Istiklol. Der Verein aus Duschanbe spielte in der ersten Liga, der Wysschaja Liga. Mit dem Klub feierte er 2015 die Meisterschaft. Am 31. Oktober 2015 stand er mit Istiklol im Finale des AFC Cup. Hier unterlag man Johor Darul Ta’zim FC aus Malaysia mit 0:1. Ende Juni wurde sein Vertrag nicht verlängert. Wo er von Juli 2016 bis Mitte 2019 gespielt hat, ist unbekannt. Zur Rückserie wurde er von dem thailändischen Viertligisten Muangkhon WU FC aus Nakhon Si Thammarat unter Vertrag genommen. Für den Klub spielte er 15-mal in der vierten Liga, der Thai League 4, in der Southern Region. Als Tabellenletzter musste WU Ende 2019 den Weg in die Fünftklassigkeit antreten. Der Viertligist Hatyai City FC, der ebenfalls in der Southern Region spielte, nahm ihn Anfang 2020 unter Vertrag. Für den Viertligisten absolvierte er zwei Spiele. Im August 2020 verpflichtete ihn der Hauptstadtverein Kasetsart FC. Der Bangkoker Verein spielte in der zweiten Liga, der Thai League 2. Für Kasetsart bestritt er 18 Zweitligaspiele. Von Ende Juni 2021 bis Mitte Dezember 2021 spielte er in Saraburi beim Drittligisten Saraburi United FC. Mit Saraburi spielte er in der Western Region der Liga. Am 16. Dezember 2021 verpflichtete ihn der ebenfalls in der dritten Liga spielende Chamchuri United FC. Der Verein aus der Hauptstadt Bangkok trat in der Bangkok Metropolitan Region an. Anschließend spielte er in der Southern Region für den Pattani FC und den Muangtrang United FC. Im September 2023 kehrte er in den Iran zurück. Hier schloss er sich dem Drittligisten Sefid Jamegan an.

## Erfolge
FC Istiklol
- Wysschaja Liga: 2015
- AFC Cup: 2015 (Finalist)

## Sonstiges
Mahdi Chahjouei ist der Bruder von Saeid Chajouei.